# Juan José Castro
Juan José Castro (Avellaneda, 7 de marzo de 1895-Buenos Aires, 3 de septiembre de 1968) fue compositor, pianista, violinista y director de orquesta argentino, una de las figuras fundamentales de la música argentina del siglo xx.

## Biografía
Hizo sus estudios musicales en Buenos Aires y París. En 1917 la Asociación Wagneriana su Pieza sinfónica para violín, clarinete y piano (1916). En 1916 se había hecho acreedor al Gran Premio Europa, instituido por el Congreso de la Nación (1896) para el perfeccionamiento de estudios musicales. Pero como este premio nunca llegó a hacerse efectivo, en 1920 viajó por sus propios medios a París para cursar composición con Vincent D'Indy y piano con Eduardo Risler. A partir de 1929 fue director general del Teatro Colón en la capital de Argentina.
Posteriormente fue contratado para dirigir en varios países, principalmente en Australia y en Uruguay, donde permaneció durante varias temporadas.
Se casó en segundas nupcias con Raquel Aguirre de Castro (1909-2006), hija del compositor Julián Aguirre. Del primer matrimonio tuvo a sus hijos Delia y Roberto, destacados pianistas.
Así lo definía Victoria Ocampo:

A Juan José Castro se lo admiraba, se lo estimaba y se lo quería. Ya es mucho que un ser nos inspire uno de estos tres sentimientos. Los tres a la vez es inusitado. Sé de muy pocos hombres que, por vivir a cierto nivel, por mantenerse porfiadamente en él, esfuerzo nada fácil, merecen inspirarlos
Victoria Ocampo

Su producción comprende desde las obras destinadas al género lírico, al ballet, a la música incidental para el teatro y el cine, hasta la orquesta —sola, con solistas y/o coro—, los conjuntos de cámara, las canciones y las partituras para instrumentos solistas —piano, bandoneón—. En la misma se pueden distinguir varias tendencias: 1.º la argentinista, como en las Canciones cordobesas, la Sinfonía argentina y la de los Campos, la Cantata Martín Fierro, etc.; 2.º la de inspiración hispánica, como las obras con texto de García Lorca Romance de la pena negra, la Sonatina española, De tierra gallega y otras. 3) la universal, próxima a los lineamientos trazados por la Escuela de Viena, como por ejemplo Epitafio en ritmos y sonidos, Adiós a Villa-Lobos, Concierto para violín, Suite introspectiva.
Fue reconocido con el Premio Konex de Honor en 1989 en reconocimiento a su trayectoria y aporte a la música clásica en la historia Argentina. Fue nombrado miembro de número de la Academia Nacional de Bellas Artes.

## Obras

### Ópera
- La zapatera prodigiosa (1943)
- Proserpina y el Extranjero (1951)
- Bodas de sangre (1952)
- La cosecha negra (1960)

### Ballet
- Mekhano (1934)
- Offenbachiana (1940)

### Orquesta
- Dans le jardin des morts  (1923) Poema sinfónico
- A una madre , (1925) Poema sinfónico
- La Chellah  (1927) Poema sinfónico
- Suite infantil (1928)
- Suite breve (1929)
- Allegro, Lento e Vivace (1930)
- Sinfonía No. 1 (1931)
- Sinfonía No. 3: Sinfonía Argentina (1936)
- Sinfonía No. 4: Sinfonía de los campos (1939)
- El llanto de las sierras (1946)
- Corales criollos Nº 3 (1953)
- Adiós a Villalobos (Elegía) (1960)
- Suite introspectiva (1961)

### Orquesta con coro
- Sinfonía No. 2: Sinfonía Bíblica (1932)
- De tierra gallega (1946)
- Epitafio en ritmos y sonidos (In memoriam Julián Bautista) (1961)

### Orquesta y solista
- Concierto para piano y orquesta (1941)
- Concierto para violín y orquesta (1962)

### Orquesta con solistas y coro
- Martín Fierro (1944)
- Ella no quiso ángeles (1949)

### Cámara
- Sonata  (1914) Violín y piano.
- Canción y Danza  (1914) Clarinete y piano.
- Sonata  (1915) Violonchelo y piano.
- Pieza sinfónica  (1916) Violín, clarinete y piano.
- Sérénade [Serenata]  (1918) Violonchelo y piano.
- Sarabande  (1934) Violín y piano.
- Cuarteto de Cuerdas  (1943)
- Intrata y Danza rústica  (1946) Violín y piano.

### Piano
- Coral en do menor (1917)
- Sonata en fa menor Nº 1 (1917)
- Canción variada (1917)
- Preludio y Coral en mi (1918)
- Danza (1919)
- Variaciones y Final (1919)
- Scherzo (1926)
- Suite infantil (1928)
- Nueve preludios (1933-1934)
- Negro triste (1935-1937)
- Dos piezas infantiles (1936-1938)
- Sonata Nº 2 (1939)
- Toccata (1940)
- Tangos (1941)
- Casi polka (1946)
- Corales criollos Nº 1 (1947)
- Sonatina española (1953)

### Bandoneón
- Sonatina campestre (1948)